# Пухова (Рівненський район)
Пу́хова — село в Україні, в Рівненському районі Рівненської області. Населення становить 218 осіб.

## Населення

### Мова
Розподіл населення за рідною мовою за даними перепису 2001 року:
| Мова       | Кількість | Відсоток |
| ---------- | --------- | -------- |
| українська | 218       | 100%     |

## Символіка
Автори проєктів — А. Гречило та Ю. Терлецький.

### Герб
У зеленому полі золотий лівий перев'яз, вгорі - срібна 8-променева зірка поверх такої ж золотої, внизу - срібна лілея.

### Прапор
Квадратне зелене полотнище, розділене по діагоналі з нижнього кута від древка жовтою смугою, завширшки в 15 сторони прапора, у верхньому куті від древка біла 8-променева зірка поверх такої ж жовтої, у нижньому вільному куті - біла лілея.

### Тлумачення символіки
Жовта смуга означає дорогу, яка розділяю село на дві частини. Дві зірки уособлюють зміни, які сталися в історії Пухової. Геральдична лілея є символом Богородиці й розповідає про виникнення поселення як німецької колонії Марієнфорд.